# Altäthiopische Bibel

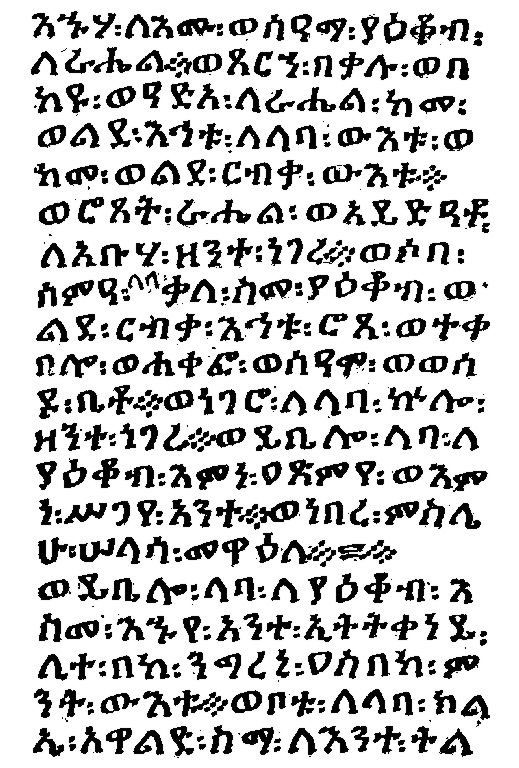
Genesisauszug altäthiopisch

Die Altäthiopische Bibel in altäthiopischer Sprache ist eine der alten Bibelübersetzungen in orientalische Sprachen.

## Textentwicklung
Eine Bibel in altäthiopischer Sprache und einem Vorläufer der äthiopischen Schrift, wohl noch ohne Bezeichnung der Vokale, entstand bald nach der Christianisierung Äthiopiens im 4. Jahrhundert. Unterschiedliche Revisionen vom 13. bis 17. Jahrhundert unterwarfen die äthiopische Bibel hebräischen, syrischen und koptischen Einflüssen. Herausgeberische Meilensteine bildeten die römische „Editio Princeps“ (1548) sowie die Londoner Ausgabe von Thomas P. Platt (1830).